# Noez
Noez ist ein Dorf und eine zentralspanische Gemeinde (municipio) mit 990 Einwohnern (Stand: 2024) in der Provinz Toledo in der Autonomen Gemeinschaft Kastilien-La Mancha.

## Lage
Noez liegt etwa 20 Kilometer südwestlich von Toledo in der historischen Provinz La Mancha in einer Höhe von ca. 765 m.
Das Klima im Winter ist rau, im Sommer dagegen trocken und warm; der Regen (ca. 506 mm/Jahr) fällt überwiegend in den Wintermonaten.

## Bevölkerungsentwicklung
| Jahr      | 1970 | 1981 | 1991 | 2001 | 2011 | 2021 |
| Einwohner | 1049 | 852  | 974  | 823  | 1001 | 879  |

## Sehenswürdigkeiten

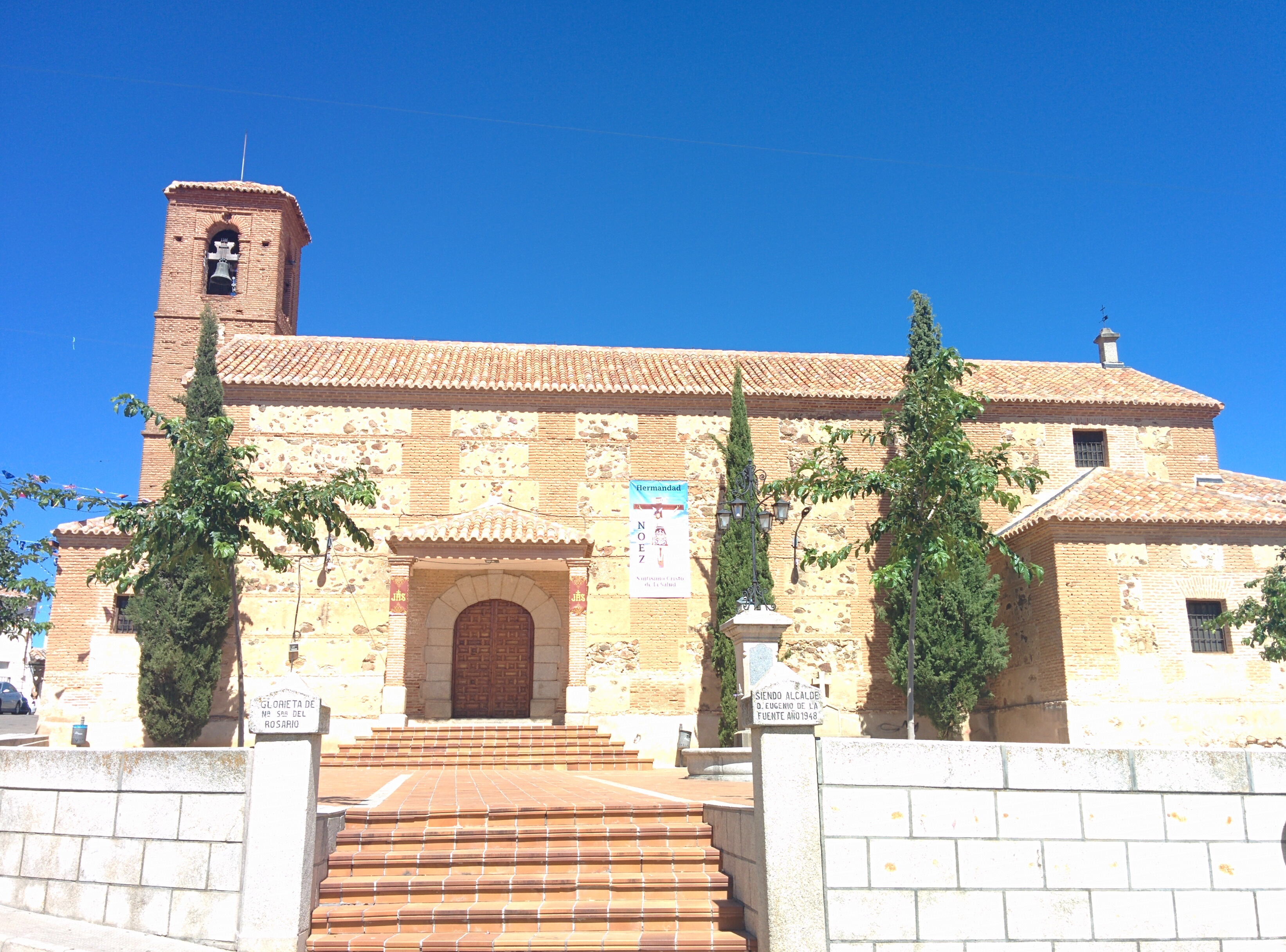
Julianuskirche
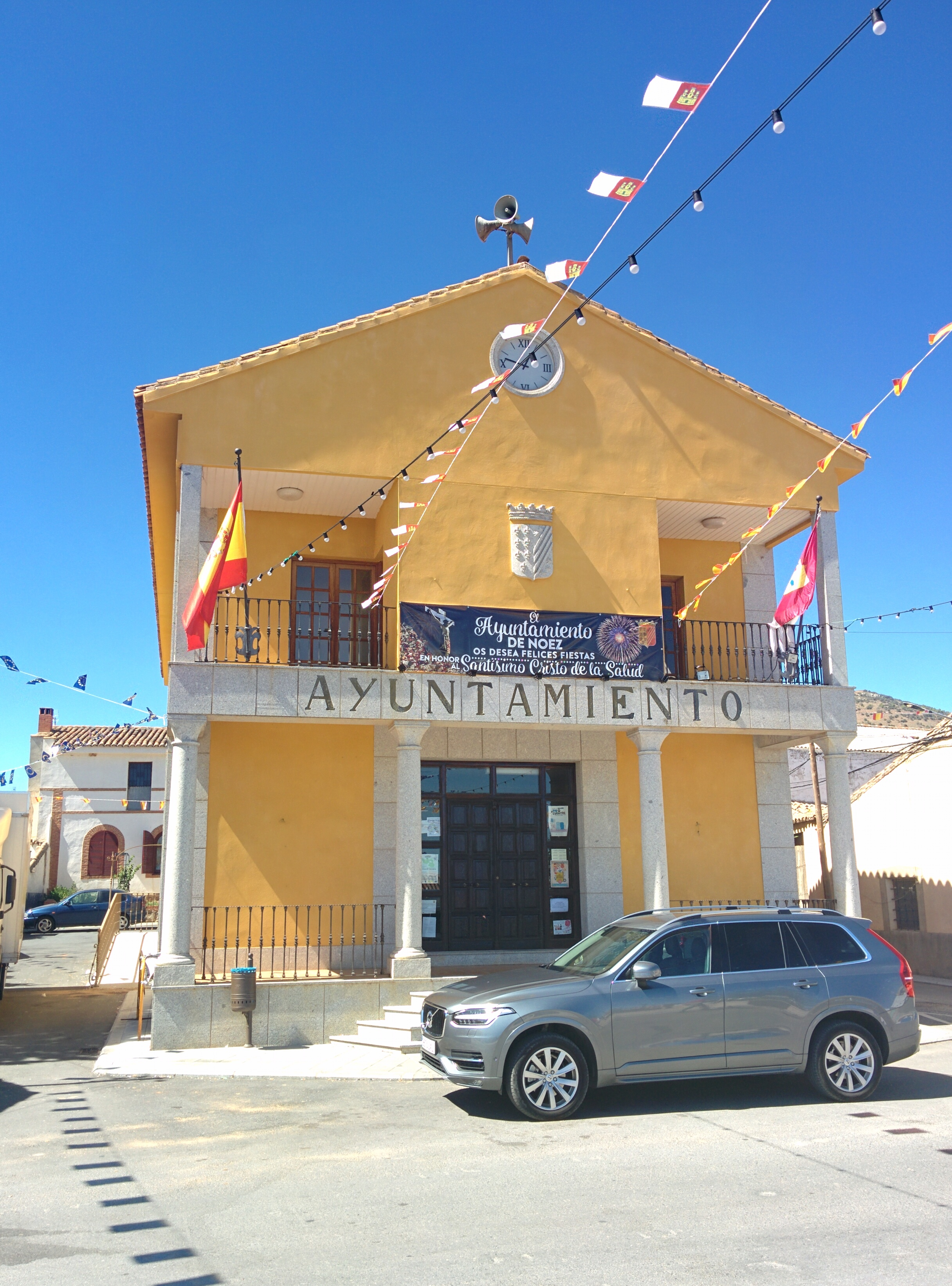
Herrenhaus der Los Niño

- Julianuskirche
- Rathaus

## Persönlichkeiten
- Juan Ruiz de Luna (1863–1945), Keramiker
- Licinio de la Fuente (1923–2015), Staatsanwalt, Politiker (Arbeitsminister Spaniens 1969–1975) und Unternehmer
- Rafael Torija de la Fuente (1927–2019), Bischof von Ciudad Real (1980–2003)